# Батц, Артур
Артур Батц (род. 1933) — американский электротехник, ассоциированный профессор (доцент) Северо-западного университета в Эванстоне, штат Иллинойс, преподавал теории управления и системы цифровой обработки сигнала. Известен как активный отрицатель Холокоста. С 1980 года он член редакционного совета Journal of Historical Review.

## Образование
Окончил Массачусетский технологический институт, получил там степень бакалавра, а в 1956 году степень магистра. В 1965 году он получил докторскую степень в Университете Миннесоты. Его докторская диссертация посвящена проблемам контроля техники.

## Публикации
Батц изобрёл алгоритм, который носит его имя и был опубликован в 1969 году. Он описывает построение кривой, заполняющей многомерное пространство — обобщение кривой Гильберта. Этот алгоритм имел практическое применение, в частности, в алгоритмах поиска. Профессор Батц является автором многочисленных других научных работ.

## Отрицание Холокоста
В 1975 году Батц опубликовал книгу «Вымысел XX века: против воображаемого уничтожение европейских евреев». Эта книга утверждает, что Холокоста на самом деле не произошло и он был намеренно выдуман, чтобы оправдать создание государства Израиль.
Батц также привлёк к себе внимание, когда он выступил с заявлением, в котором он согласился с утверждением президента Ирана Махмуда Ахмадинежада о том, что Холокост является «мифом». В пресс-релизе от 18 декабря 2005 года, Батц пишет:
Я поздравляю его (Ахмадинежада), который стал первым главой государства, высказался чётко по этим вопросам (воображаемого осуществления Холокоста), жаль только, что это не озвучил глава западного государства. 
Пресс-релиз был распространен в ответ на выступление президента Ирана Ахмадинежада, в котором он упомянул высказывание Имама Хомейни «Режим, который оккупирует Иерусалим, должен быть стёрт со страниц истории.»
Президент Северо-Западного университета Генри Бинен прокомментировал заявление Батца. Он сказал, что заявления Батца о том, что Холокоста никогда не было, являются оскорбительными для порядочного человека и наносят ущерб репутации университета. Бинен подчеркнул, что эти заявления являются личным мнением Батца, которые не отражают позицию университета. Бинен считает Холокост хорошо документированным историческим фактом и отмечает, что Северо-Западный университет также занимается исследованием Холокоста и проводит соответствующие образовательные курсы. А запретить специалисту по электротехнике высказывать в частной жизни его частное мнение университет не вправе.